# Les Mini-sorcières
Les Mini-sorcières (Little Charmers) est une série d'animation canadienne en 57 épisodes de 22 minutes créée par Jennifer Dodge et Irene Weibel, produite par Nelvana, diffusée d'abord aux États-Unis du 12 janvier 2015 au 15 avril 2017 sur Nickelodeon puis au Canada à partir du 31 janvier 2015 sur Treehouse TV.
En France, elle est diffusée tout d'abord sur Nickelodeon Junior, puis dans l'émission Zouzous sur France 5, et au Québec sur La Chaîne Disney et sur ICI TOU.TV depuis février 2019.

## Synopsis
La série raconte les aventures de Noisette, Lavande et Rose qui utilisent leurs pouvoirs magiques pour résoudre leurs petits tracas à Citrouillopolis.

## Épisodes

### Saison 1 (2015-2016)
Sauf exceptions, les épisodes comptent deux segments de 11 minutes. Certains épisodes dans le doublage anglais correspondent à des best-of, non traduits lors du doublage français.
1. Une réplique de moi / Chassé-croisé magique (Double Trouble Spell / Charming Pets)
2. Le prince pas si charmant / La robe enchantée (Prince Not So Charming / A Charming Outfit)
3. Le plus beau jour de l'année / La danse de Rose (A Charming Do Over / A Charming Fad)
4. Chance a disparu / Folie de pleine lune (Lucky Seven / Moon Madness)
5. L'échange / Espèces envahissantes (Switcheroo / Garden Pests)
6. Le moulin à paroles / Concert de cocottes (Charming Chatterbox / Cluck Stars)
7. La danse de la neige / Pain d'épice (Freeze Dance / The Gingerbread Boy)
8. Le défilé de mode / Le médaillon perdu (Fashion No Show / Locket or Lose It)
9. Mission sans magie / La potion d'harmonie (Uncharted Life / Pest Friends Forever)
10. La fête des cœurs (Charmy Hearts Day)
11. Un trio enchanté / Avec un peu de persil (A Charming Trio / Add a Little Parsley)
12. Drôles de coiffures / Chaudron en fuite (Hairy Ways / Calling All Cauldrons)
13. Le bocal  à étoiles / Des amies renversantes (Wish Upon A Jar / Upside Down Friends)
14. Le balai-bolide / La nuit des mouton (Zip Zoom Broom / Sheep Over Party)
15. Lapin câlin (Sparkle Bunny)
16. Prenez-en de la graine! / Lettre pour Noisette (Bean There, Done That / Charmville Unchained)
17. Maxi-Comète / Les Joyeux Lurons (Franked Flare / Charming Cheers)
18. Un gnome à la cabane enchantée / Grenouilles pour un jour (My Charmhouse is Your Charmhouse / Frog for a Day)
19. Joyeuse magifête des mères / Les mini exploratrices (Charm Your Mom Day / A Charming Campout)
20. La nuit de la citrouille (Spooky Pumpkin Moon Night)
21. Un mariage charmant / Le Tapis Câlin (A Charming Wedding / Snug Little Rug)
22. Soucis d'arcs-en-ciel / Cirque surprise (Somewhere Over the Rainbow / Circus Surprise)
23. Mélodie contagieuse / La dent vagabonde (Sing Song Pox / Tooth on the Loose)
24. Dépêche-toi, Noisette ! / La Cabane désenchantée (Hurry Up Hazel / No Charm in the House)
25. Lumières dans la nuit / Bébés mignons (Charming Nightlights / Charming Babies)
26. Licorne sans corne / Remue-ménage (Unicorn Without a Horn / All Stirred Up)
27. Une noisettise de taille / Un magi-anniversaire surprise (A Charming Mistake / A Charming Surprise Birthday)
28. Chapeau magique de papa / Des ogres charmants (Dad's Hat Magic / Charming Ogres)
29. Baguette vagabonde / Un preux chevalier (Wandering Wand / Good Knight, Good Day)
30. Instruments volants / Un dessin parfait (Band on the Run / Picture Perfect Posie)
31. Ne m'oublie pas / C'est Nelson qui commande (Forget Me Not / Nelson in Charge)
32. La pantoufle de verre / Noisette, tu as rétréci les mini sorcières ! (Glass Slipper / Hazel, You Shrunk the Charmers!)
33. Père étincelle (Santa Sparkle)
34. Amis à la folie / Magissimes biscuits (Hazel-Nuts / Charming Cookies)
35. Une histoire magique / Panne de magie (A Charming Story / Magic Mishap)
36. Rose et la potion casse-pied / Aventure nuageuse (Posie's Pesky Potion / Sparkle Storm Adventure)
37. Ballet de balais emballant / Chouettes nocturnes (Bigger, Better, Broomier! / Night Owls)
38. Une course extra-magifique / Gardiennes de dragons (A Charmazing Race / Dragon Daycare)
39. Tartes aux magi-fraises / Poisson-souhait (Sparkleberry Pies / Wishing Fish)
40. Le magnifique conte de la sirène (A Charmazing Mermaid Tale)

### Saison 2 (2017)
1. Cabrioles de ballerines / Le puits aux souhaits (Hopping Ballerinas / Wishing Well)
2. Le retour de Ruby Paillette / Rose a des ailes (The Return of Ruby Sparkle / Posie Bird)
3. Un œuf très précieux / Le message chantant (Egg Treble / Missing Mermaid Message)
4. Bébé sorcière / Cachette céleste (Goo Goo Ga Ga Charmer / Hide and Eeeek!)
5. Apprenties marionnettistes / Sprokolli en folie (Paper Puppets Away / The Trouble With Sprokolli)
6. Sous le soleil d’été / Souris coquine (Frozen Greensicles / Mouse in the Charmhouse)
7. La flûte magique / Persil force la note (Magic Flute / Pump Down the Volume)
8. Histoires à dormir debout / Un peu trop de Persil (A Charmer Fairytale / A Little Too Much Parsley)
9. Méli-mélo / Le sortilège des sorciérosaures (The Switch Ups / Charmersaurus Hex)
10. Une grosse noisettise / Aucune Chance de dormir (An Enchanting Mess / In Bed by Seven)
11. Un château dans les nuages / Licornes magiques (Castle in the Clouds / Charming Unicorns)
12. Le ragout du géant (Bubble Bubble Giant Trouble)
13. Des pirates extra-magifiques (Charmazing Pirate)

## Personnages
- Noisette : mini-sorcière classique experte en sortilèges. Son animal est un chat violet et elle est habillée en violet avec des cheveux roses.
- Lavande : mini-sorcière experte en potions avec une baguette en forme de fiole. Son animal est un mini dragon bleu avec un nœud et elle est habillée en bleu avec des cheveux bruns.
- Rose : mini-sorcière experte en sortilèges musicaux avec une flûte magique. Son animal est une petite chouette rose et elle est habillée en rose avec des cheveux blonds.

## Distribution

### Voix québécoises
- Kim Jalabert : Noisette
- Catherine Brunet : Lavande
- Elisabeth Forest : Rose
- Nicolas Poulin : Persil

- Version québécoise
  - Société de doublage : SPR
  - Direction artistique : Valérie Bocher, Nicolas Charbonneaux (saison 1)
  - Adaptation des dialogues : Fannie-Amélie Morin, Valérie Bocher (saison 1) Benjamin Durand (saison 2)

 Source et légende : version québécoise (VQ) sur Doublage.qc.ca